# 후도촌
후도촌(不動村)은 1955년까지 이와테현 시와군에 존속했던 촌이다. 현재의 야하바정 이와시미즈・오타・시라사와・기타덴포지・무로오카・나고미에 해당한다.

## 연혁
- 1889년 4월 1일 - 정촌제 시행과 함께 시와군 후도촌이 성립하였다.
- 1955년 3월 1일 - 게무야마촌, 도쿠타촌과 합병해, 야하바정이 되었다.

## 교통

### 철도
- 일본국유철도 도호쿠 본선 - 역없음

## 참고서적
- 『이와테현 정촌 합병지』(이와테현 총무부 지방과, 1957년)